# HD 60652
HD 60652，又名BD+49 1653，SAO 41893、HR 2914，是一颗恒星，视星等为5.92，位于銀經169.61，銀緯27.45，其B1900.0坐标为赤經7h 30m 26.4s，赤緯+48° 27.45′ 49″。